# Адаптер

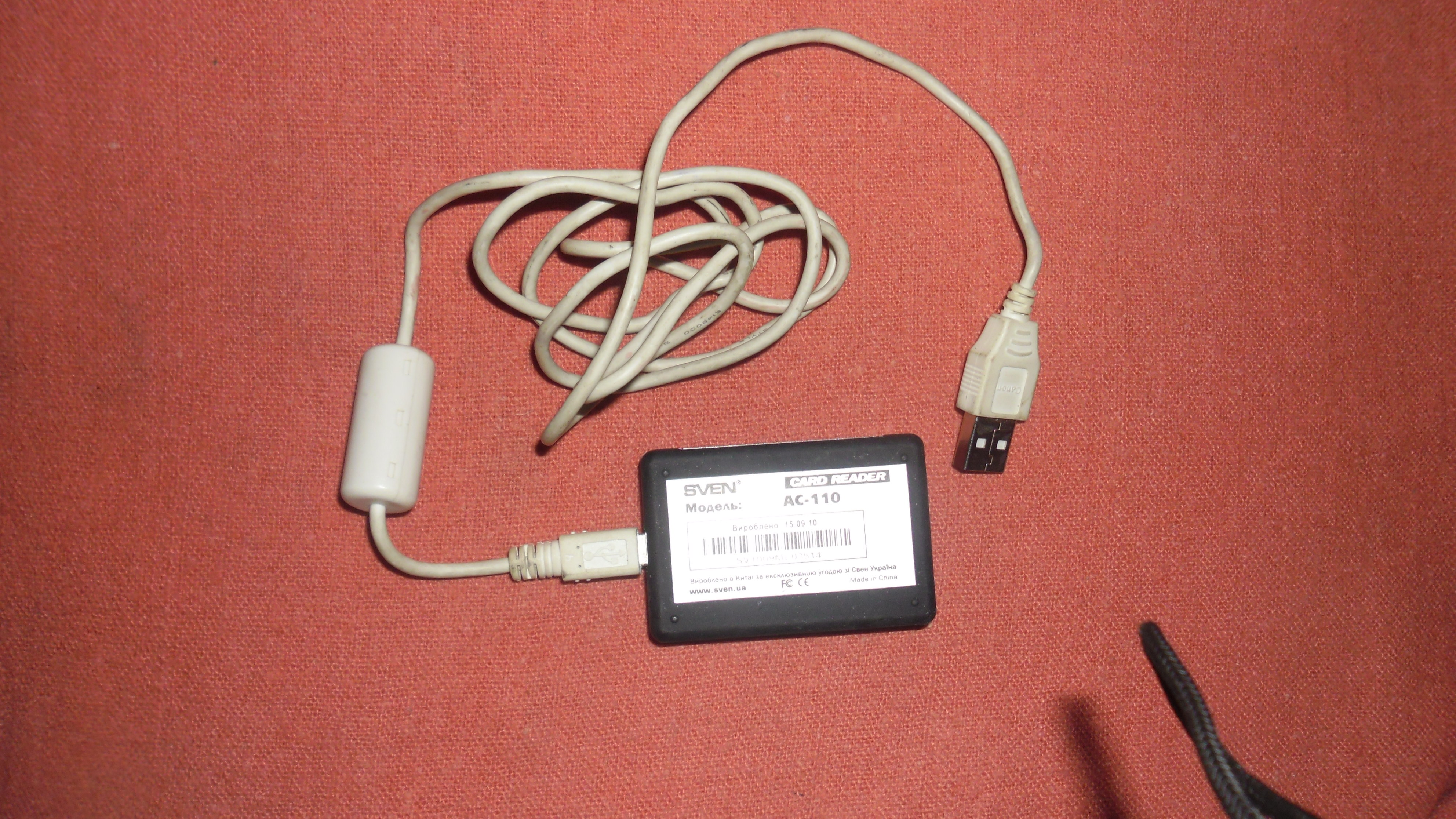
Адаптер карт пам'яті

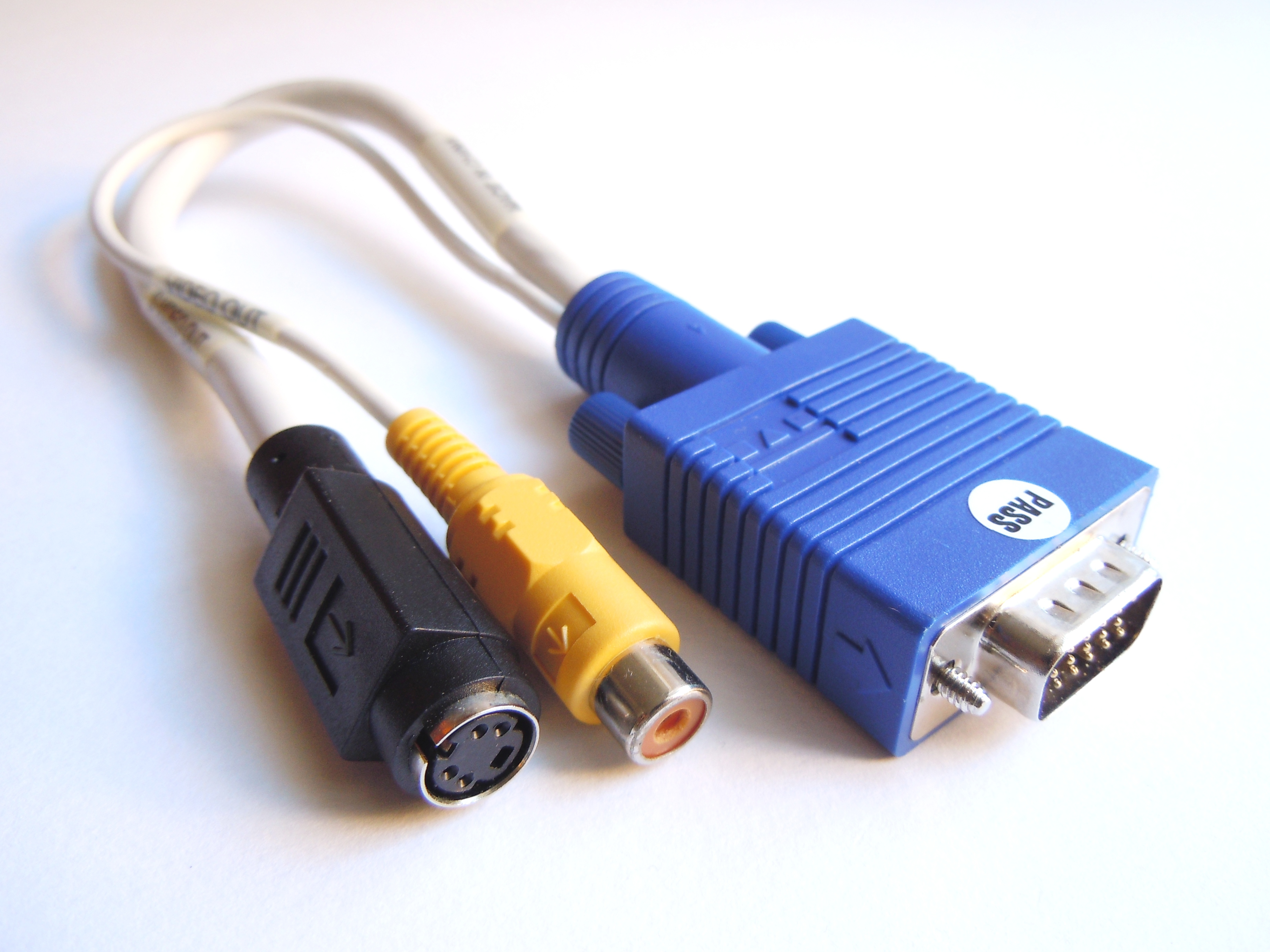

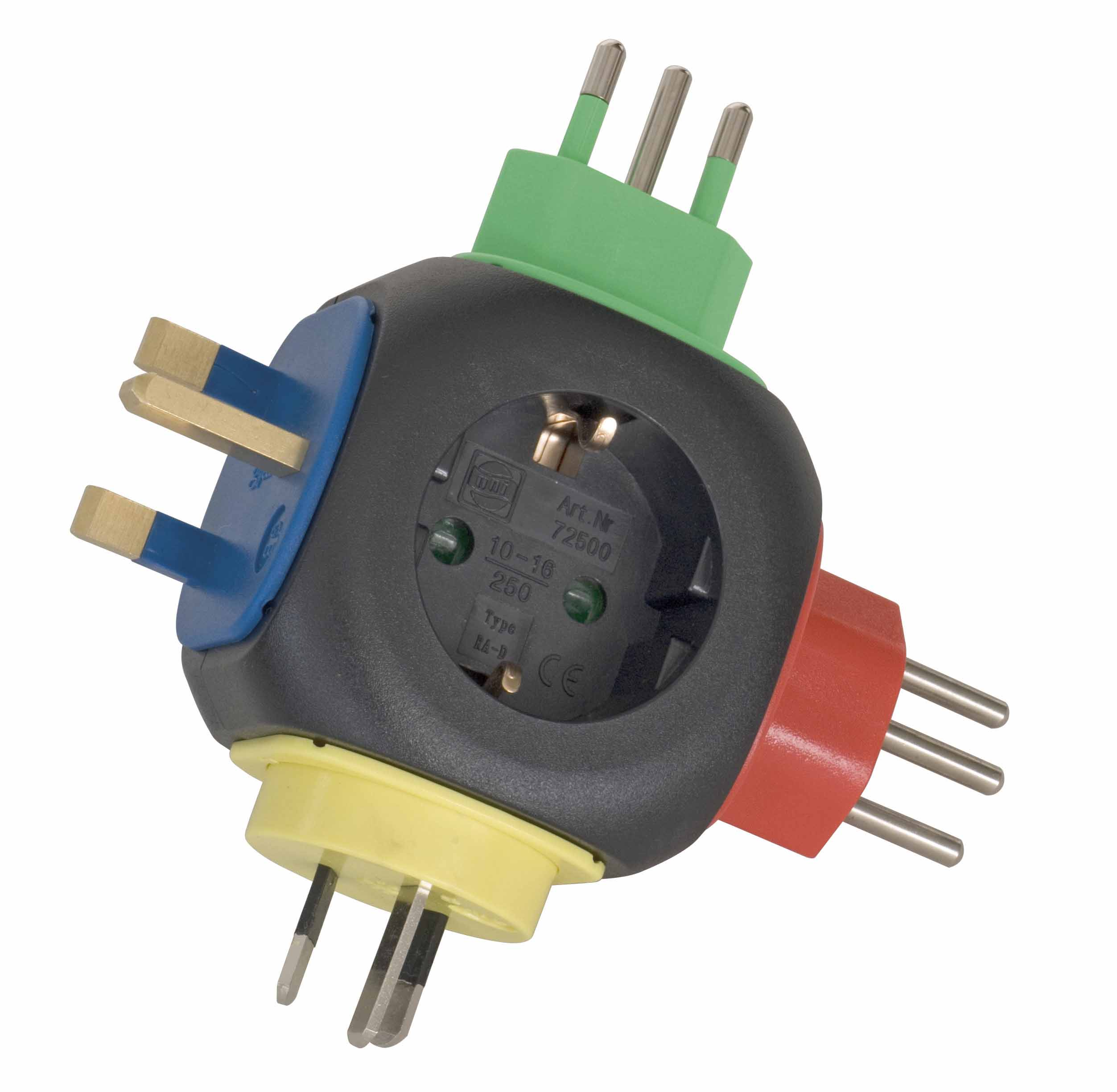

Ада́птер (англ. adapter) — пристрій, який з'єднує між собою інші пристрої з різними способами подання даних, узгоджуючи ці способи шляхом використання відповідних програмних і технічних засобів.
Електричний адаптер — пристрій створений для конвертування напруги й сили електричного струму у потрібну величину.
Зокрема, адаптер - об'єкт, який дозволяє з'єднати дві частини обладнання різних типів і розмірів, об'єкт, який дозволяє підключати кілька частин електрообладнання до одного електропостачання, об'єкт, який дозволяє використовувати електричне обладнання в тих країнах, де існує інший тип електропостачання.